# Zajazd Francuski
Zajazd Francuski (malt. Berġa ta’ Franza, fr. Auberge de France) – nazwa ta odnosi się do dwóch zajazdów w Valletcie na Malcie. Obydwa zbudowano w XVI wieku dla rycerzy Joannitów języka francuskiego, który obejmował całe Królestwo Francji, z wyłączeniem Owernii i Prowansji, będących osobnymi langues.
Pierwszy zajazd zbudowany został jakiś czas po roku 1570, budynek jest częściowo zachowany. Zajazd drugi, większy od poprzedniego, zbudowano po roku 1588, został zniszczony podczas bombardowania lotniczego  w roku 1942. Na jego miejscu stoi teraz Workers' Memorial Building, zbudowany w latach 1960.

## Pierwszy zajazd
W następstwie przeniesienia stolicy Malty z Birgu do Valletty, rycerze języka francuskiego również zmuszeni byli przenieść się ze swojego pierwotnego zajazdu w Birgu do nowej siedziby w Valletcie. Pierwszy zajazd języka Francji na nowym miejscu zbudowany został po roku 1570 na terenie ograniczonym ulicami Old Mint Street, South Street, Scots Street i Windmill Street. Jego projektantem był maltański architekt Girolamo Cassar. Rycerze francuscy używali go aż do wybudowania drugiej auberge jakiś czas po roku 1588.
Pierwszy zajazd był w roku 1604 czasowo używany przez rycerzy języka niemieckiego, kiedy Zajazd Niemiecki był poddawany remontowi. Później część budynku wynajęta została Skarbowi Zakonu, aż do roku 1788 mieściła się tam mennica. Budynek zajazdu, w tym większa część fasady, lecz bez głównej bramy, wciąż istnieje.

## Drugi zajazd

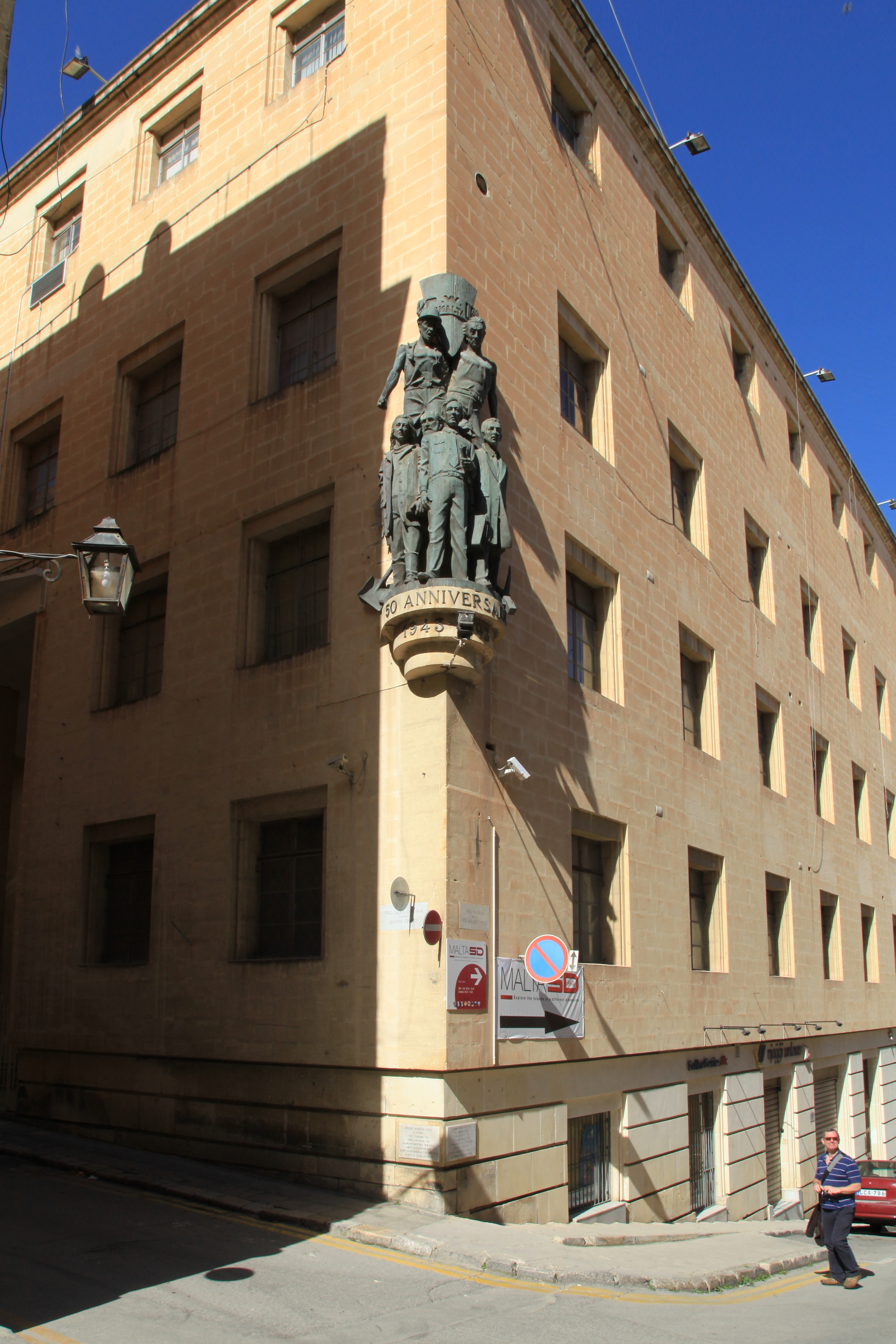
Miejsce drugiego zajazdu zajmuje dziś Workers' Memorial Building

W latach 1580. budynek pierwszego zajazdu zaczął się robić za mały, aby pomieścić cały langue Francji. 2 kwietnia roku 1588 rycerze poprosili o przeniesienie ich głównej siedziby na posiadłość na rogu South Street i Old Bakery Street. Na miejscu tym znajdował się dom Balifa Fra Christophera le Bolver dit Montgauldry’ego, który ostatecznie został włączony w nową auberge. Budynek drugiego zajazdu został również zaprojektowany przez Cassara.
W nowym budynku rycerze języka Francji mieli swoją siedzibę aż do roku 1798, kiedy Zakon opuścił Maltę z powodu francuskiej okupacji. Był on następnie używany do różnych celów, w latach 1830. był rezydencją szefa intendentury. Budynek, razem z innymi auberges w Valletcie, wpisany był na Antiquities List of 1925. W momencie zniszczenia budynku, mieściła się w nim główna siedziba Departamentu Edukacji.

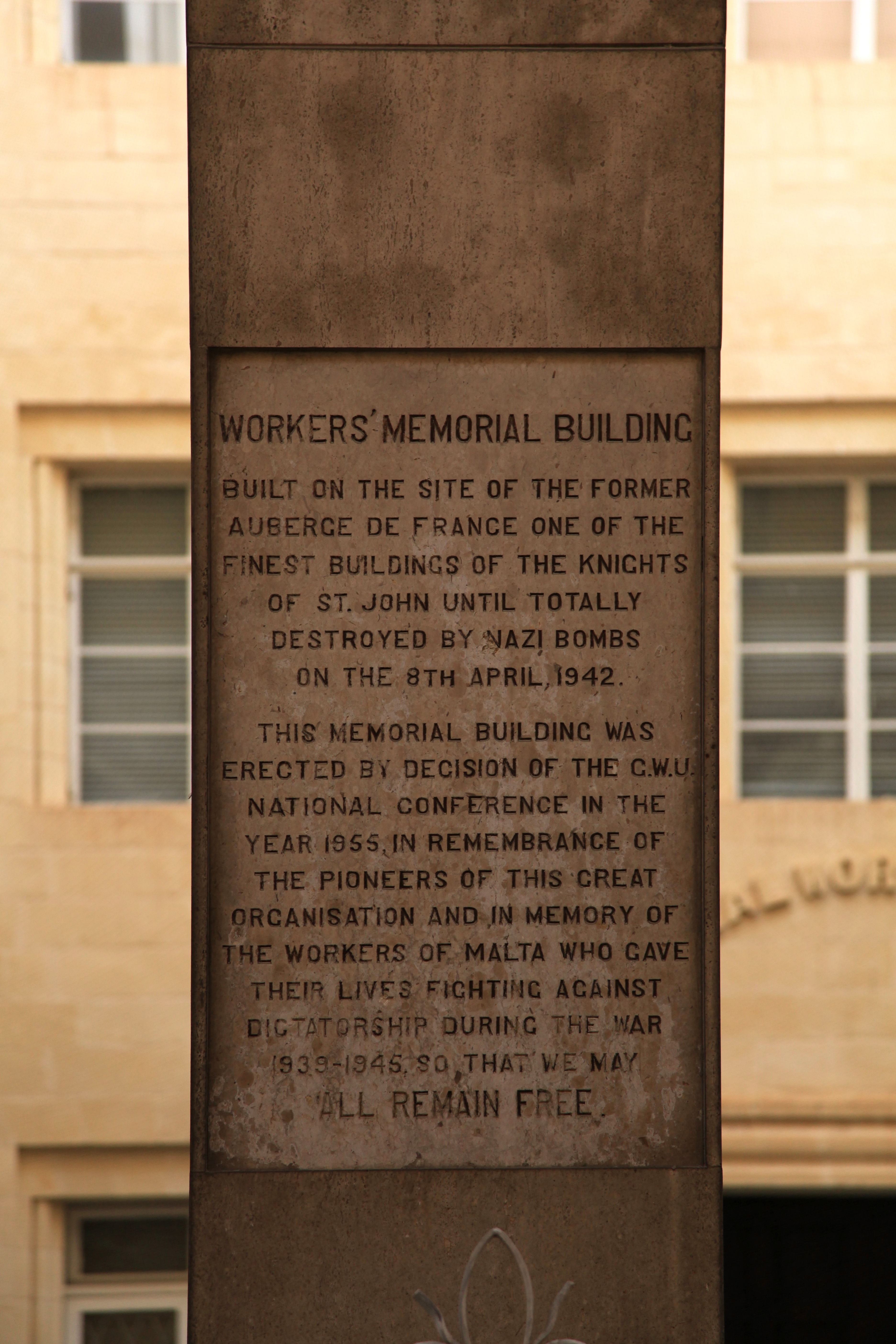
Tablica na Workers' Memorial Building, odnosząca się do drugiej Auberge de France

8 kwietnia 1942 roku, podczas II wojny światowej, budynek zajazdu trafiony został niemiecką ciężką bombą, której wybuch kompletnie go zniszczył. Po wojnie ruiny zostały uprzątnięte, w latach 1960. postawiono na tym miejscu Workers' Memorial Building. W budynku mieszczą się biura General Workers' Union.
Druga Auberge de France zaprojektowana została w stylu manierystycznym, typowym dla jej architekta Girolamo Cassara. Jednakże wygląd budynku był różny od typowych projektów Cassara, a to z powodu włączenia w projekt wcześniej istniejącej budowli. Zaowocowało to asymetryczną fasadą, z głównym wejściem przesuniętym na prawo, oraz oknami różnego kształtu i rozmiaru. Dziedziniec zajazdu ulokowany był na tyłach budynku.
Napis na tablicy na Workers' Memorial Building opisuje auberge jako "jeden z najwspanialszych budynków Rycerzy św. Jana".